# Mołnia 8K78-1
Mołnia 8K78-1 – pełna nazwa głównego stopnia radzieckich rakiet nośnych Mołnia 8K78. Dookoła niego umieszczano 4 stopnie zerowe (pomocnicze), Mołnia 8K78-0. Zużyto 24 sztuki członów tego typu.